# Sollingbahn
| | |                                                 |                                                 |
| Streckennummer (DB): | 2975 |                                                 |                                                 |
| Kursbuchstrecke (DB): | Ottbergen–Bodenfelde: 356.1 (2015) Bodenfelde–Northeim: 356.2 (seit 2015); (davor: 356 Nord) 176 (1934) 200 (1946) |                                                 |                                                 |
| Streckenlänge: | 63,95 km |                                                 |                                                 |
| Spurweite: | 1435 mm (Normalspur)                                                                                               |                                                 |                                                 |
| | |                                                 |                                                 |
| \| \| \| von Langeland \| \| \| \| −0,020 \| Höxter-Ottbergen ⊙ \| Höxter-Ottbergen ⊙ \| \| \| \| nach Kreiensen ⊙ \| \| \| \| \| Bundesstraße 64 ⊙ \| \| \| \| \| Nethe ⊙ \| \| \| \| \| ca. 10 Meter hoher Damm, Länge ca. 750 Meter ⊙ \| \| \| \| 3,2 \| Amelunxen ⊙ \| Amelunxen ⊙ \| \| \| \| von Holzminden ⊙ \| \| \| \| \| „Engländerkurve“ ⊙ \| \| \| \| \| Bundesstraße 83 ⊙ \| \| \| \| \| ⊙ \| \| \| \| 5,821 \| Beverungen-Wehrden ⊙ \| Beverungen-Wehrden ⊙ \| \| \| \| (gemeinsames Empfangsgebäude, inzw. abgerissen) \| \| \| \| \| nach Scherfede ⊙ \| \| \| \| \| Weserbrücke ⊙ \| Nordrhein-Westfalen / Niedersachsen \| \| \| 8,6 \| Meinbrexen ⊙ \| Meinbrexen ⊙ \| \| \| \| Bundesstraße 241 \| \| \| \| 12,268 \| Lauenförde-Beverungen ⊙ \| Lauenförde-Beverungen ⊙ \| \| \| \| Landesgrenze Niedersachsen/Nordrhein-Westfalen \| \| \| \| 13,9 \| Würgassen Kernkraftwerk (Awanst) \| Würgassen Kernkraftwerk (Awanst) \| \| \| 14,8 \| Würgassen ⊙ \| Würgassen ⊙ \| \| \| \| Landesgrenze Nordrhein-Westfalen / Hessen \| \| \| \| 17,105 \| Bad Karlshafen ⊙ → Carlsbahn nach Hümme \| Bad Karlshafen ⊙ → Carlsbahn nach Hümme \| \| \| \| Landesgrenze Hessen / Niedersachsen \| \| \| \| 23 \| Wahmbecker Tunnel (630 m) \| Wahmbecker Tunnel (630 m) \| \| \| 21,1 \| Wahmbeck \| Wahmbeck \| \| \| 26,930 \| Bodenfelde ⊙ \| Bodenfelde ⊙ \| \| \| \| parallel zur Oberweserbahn nach Göttingen \| \| \| \| \| Landesgrenze Niedersachsen / Hessen \| \| \| \| \| Schwülme (je 2×) \| \| \| \| 31,3 \| Vernawahlshausen ⊙ ab 1910 \| Vernawahlshausen ⊙ ab 1910 \| \| \| \| (bis 1976 gemeinsames Empfangsgebäude) \| \| \| \| 31,9 \| Vernawahlshausen bis 1910 \| Vernawahlshausen bis 1910 \| \| \| \| Landesgrenze Hessen / Niedersachsen \| \| \| \| \| Steimker Viadukt über die Ahle \| \| \| \| \| Bahnstrecke Uslar–Schönhagen (Han) \| \| \| \| \| ca. 10 Meter hoher Damm, Länge ca. 500 Meter \| \| \| \| \| parallel zur Strecke nach Schönhagen (Han) \| \| \| \| 35,564 \| Uslar ⊙ \| Uslar ⊙ \| \| \| \| ca. 10 Meter hoher Damm, Länge ca. 750 Meter \| \| \| \| 42,115 \| Volpriehausen ⊙ ab 1886 \| Volpriehausen ⊙ ab 1886 \| \| \| \| Bundesstraße 241 \| \| \| \| \| Schlarpe 1880–1886 \| \| \| \| 44,0 \| Ertinghäuser Tunnel (960 m) \| Ertinghäuser Tunnel (960 m) \| \| \| 45,8 \| Ertinghausen ⊙ \| Ertinghausen ⊙ \| \| \| 48,651 \| Hardegsen ⊙ \| Hardegsen ⊙ \| \| \| \| Bundesstraße 241 \| \| \| \| 55,1 \| Moringen ⊙ \| Moringen ⊙ \| \| \| 57,9 \| Berwartshausen ⊙ \| Berwartshausen ⊙ \| \| \| \| Bundesautobahn 7/E45 \| \| \| \| \| Leine \| \| \| \| 61,9 \| Schnellfahrstrecke Hannover–Würzburg \| Schnellfahrstrecke Hannover–Würzburg \| \| \| \| von Kassel \| \| \| \| \| \| \| \| \| 63,952 \| Northeim (Han) ⊙ \| Northeim (Han) ⊙ \| \| \| \| nach Hannover \| \| \| \| \| nach Nordhausen \| \| | |                                                 |                                                 |
| Strecke | | von Langeland                                   | von Langeland                                   |
| Bahnhof | −0,020 | Höxter-Ottbergen ⊙                              | Höxter-Ottbergen ⊙                              |
| Abzweig geradeaus und nach links | | nach Kreiensen ⊙                                | nach Kreiensen ⊙                                |
| Brücke | | Bundesstraße 64 ⊙                               | Bundesstraße 64 ⊙                               |
| Brücke über Wasserlauf | | Nethe ⊙                                         | Nethe ⊙                                         |
| | | ca. 10 Meter hoher Damm, Länge ca. 750 Meter ⊙  |                                                 |
| ehemaliger Haltepunkt / Haltestelle | 3,2 | Amelunxen ⊙                                     | Amelunxen ⊙                                     |
| Strecke · Strecke von links (außer Betrieb) | | von Holzminden ⊙                                | von Holzminden ⊙                                |
| Abzweig geradeaus und ehemals nach links · Abzweig geradeaus und nach rechts (Strecke außer Betrieb) | | „Engländerkurve“ ⊙                              | „Engländerkurve“ ⊙                              |
| Strecke mit Straßenbrücke · Strecke mit Straßenbrücke (Strecke außer Betrieb) | | Bundesstraße 83 ⊙                               | Bundesstraße 83 ⊙                               |
| | | ⊙                                               |                                                 |
| Haltepunkt / Haltestelle Streckenende · Bahnhof (Strecke außer Betrieb) | 5,821 | Beverungen-Wehrden ⊙                            | Beverungen-Wehrden ⊙                            |
| Strecke · Strecke (außer Betrieb) | | (gemeinsames Empfangsgebäude, inzw. abgerissen) | (gemeinsames Empfangsgebäude, inzw. abgerissen) |
| Kreuzung geradeaus oben (Querstrecke außer Betrieb) · Strecke nach rechts (außer Betrieb) | | nach Scherfede ⊙                                | nach Scherfede ⊙                                |
| Grenze auf Brücke über Wasserlauf | | Weserbrücke ⊙                                   | Nordrhein-Westfalen / Niedersachsen             |
| ehemaliger Haltepunkt / Haltestelle | 8,6 | Meinbrexen ⊙                                    | Meinbrexen ⊙                                    |
| Brücke | | Bundesstraße 241                                | Bundesstraße 241                                |
| Bahnhof | 12,268 | Lauenförde-Beverungen ⊙                         | Lauenförde-Beverungen ⊙                         |
| Grenze | | Landesgrenze Niedersachsen/Nordrhein-Westfalen  | Landesgrenze Niedersachsen/Nordrhein-Westfalen  |
| ehemalige Blockstelle | 13,9 | Würgassen Kernkraftwerk (Awanst)                | Würgassen Kernkraftwerk (Awanst)                |
| ehemaliger Haltepunkt / Haltestelle | 14,8 | Würgassen ⊙                                     | Würgassen ⊙                                     |
| Grenze | | Landesgrenze Nordrhein-Westfalen / Hessen       | Landesgrenze Nordrhein-Westfalen / Hessen       |
| Haltepunkt / Haltestelle, ehemals Bahnhof | 17,105 | Bad Karlshafen ⊙ → Carlsbahn nach Hümme         | Bad Karlshafen ⊙ → Carlsbahn nach Hümme         |
| Grenze | | Landesgrenze Hessen / Niedersachsen             | Landesgrenze Hessen / Niedersachsen             |
| Tunnel | 23 | Wahmbecker Tunnel (630 m)                       | Wahmbecker Tunnel (630 m)                       |
| ehemaliger Haltepunkt / Haltestelle | 21,1 | Wahmbeck                                        | Wahmbeck                                        |
| Bahnhof | 26,930 | Bodenfelde ⊙                                    | Bodenfelde ⊙                                    |
| | | parallel zur Oberweserbahn nach Göttingen       |                                                 |
| Grenze · Grenze | | Landesgrenze Niedersachsen / Hessen             | Landesgrenze Niedersachsen / Hessen             |
| Brücke über Wasserlauf · Brücke über Wasserlauf | | Schwülme (je 2×)                                | Schwülme (je 2×)                                |
| Haltepunkt / Haltestelle Streckenende · ehemaliger Bahnhof | 31,3 | Vernawahlshausen ⊙ ab 1910                      | Vernawahlshausen ⊙ ab 1910                      |
| Strecke nach rechts · Strecke | | (bis 1976 gemeinsames Empfangsgebäude)          | (bis 1976 gemeinsames Empfangsgebäude)          |
| ehemaliger Bahnhof | 31,9 | Vernawahlshausen bis 1910                       | Vernawahlshausen bis 1910                       |
| Grenze | | Landesgrenze Hessen / Niedersachsen             | Landesgrenze Hessen / Niedersachsen             |
| Brücke über Wasserlauf | | Steimker Viadukt über die Ahle                  | Steimker Viadukt über die Ahle                  |
| Strecke von links (außer Betrieb) · Kreuzung geradeaus unten (Querstrecke außer Betrieb) | | Bahnstrecke Uslar–Schönhagen (Han)              | Bahnstrecke Uslar–Schönhagen (Han)              |
| Strecke (außer Betrieb) | | ca. 10 Meter hoher Damm, Länge ca. 500 Meter    | ca. 10 Meter hoher Damm, Länge ca. 500 Meter    |
| | | parallel zur Strecke nach Schönhagen (Han)      |                                                 |
| Bahnhof | 35,564 | Uslar ⊙                                         | Uslar ⊙                                         |
| | | ca. 10 Meter hoher Damm, Länge ca. 750 Meter    |                                                 |
| Haltepunkt / Haltestelle | 42,115 | Volpriehausen ⊙ ab 1886                         | Volpriehausen ⊙ ab 1886                         |
| Brücke | | Bundesstraße 241                                | Bundesstraße 241                                |
| ehemaliger Haltepunkt / Haltestelle | | Schlarpe 1880–1886                              | Schlarpe 1880–1886                              |
| Tunnel | 44,0 | Ertinghäuser Tunnel (960 m)                     | Ertinghäuser Tunnel (960 m)                     |
| ehemaliger Haltepunkt / Haltestelle | 45,8 | Ertinghausen ⊙                                  | Ertinghausen ⊙                                  |
| Bahnhof | 48,651 | Hardegsen ⊙                                     | Hardegsen ⊙                                     |
| Brücke | | Bundesstraße 241                                | Bundesstraße 241                                |
| ehemaliger Haltepunkt / Haltestelle | 55,1 | Moringen ⊙                                      | Moringen ⊙                                      |
| ehemaliger Haltepunkt / Haltestelle | 57,9 | Berwartshausen ⊙                                | Berwartshausen ⊙                                |
| Strecke mit Straßenbrücke | | Bundesautobahn 7/E45                            | Bundesautobahn 7/E45                            |
| Brücke über Wasserlauf | | Leine                                           | Leine                                           |
| Kreuzung geradeaus oben | 61,9 | Schnellfahrstrecke Hannover–Würzburg            | Schnellfahrstrecke Hannover–Würzburg            |
| Kreuzung geradeaus oben · Strecke von rechts | | von Kassel                                      | von Kassel                                      |
| Abzweig geradeaus und von links · Strecke nach rechts | |                                                 |                                                 |
| Bahnhof | 63,952 | Northeim (Han) ⊙                                | Northeim (Han) ⊙                                |
| Abzweig geradeaus und nach links | | nach Hannover                                   | nach Hannover                                   |
| Strecke | | nach Nordhausen                                 | nach Nordhausen                                 |

Die Sollingbahn, auch bekannt als Bahnstrecke Höxter-Ottbergen–Northeim, ist eine nicht elektrifizierte, eingleisige Hauptbahn in Nordrhein-Westfalen, Niedersachsen und Hessen. Sie führt durch den südlichen Solling von Höxter-Ottbergen nach Northeim.

## Streckenverlauf

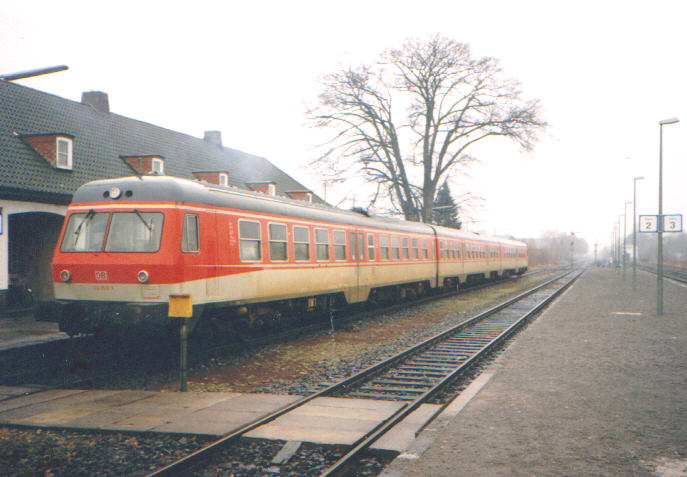
Triebwagen der Baureihe 614 in Pop-Lackierung in Ottbergen

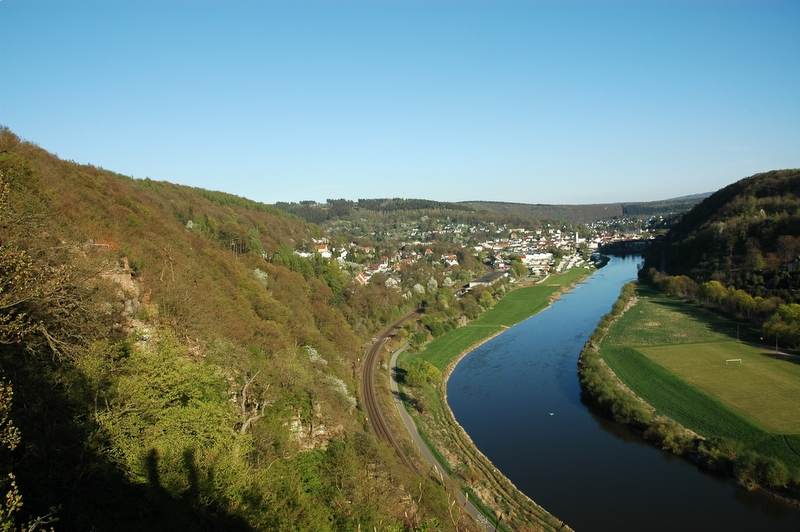
Abschnitt bei Bad Karlshafen

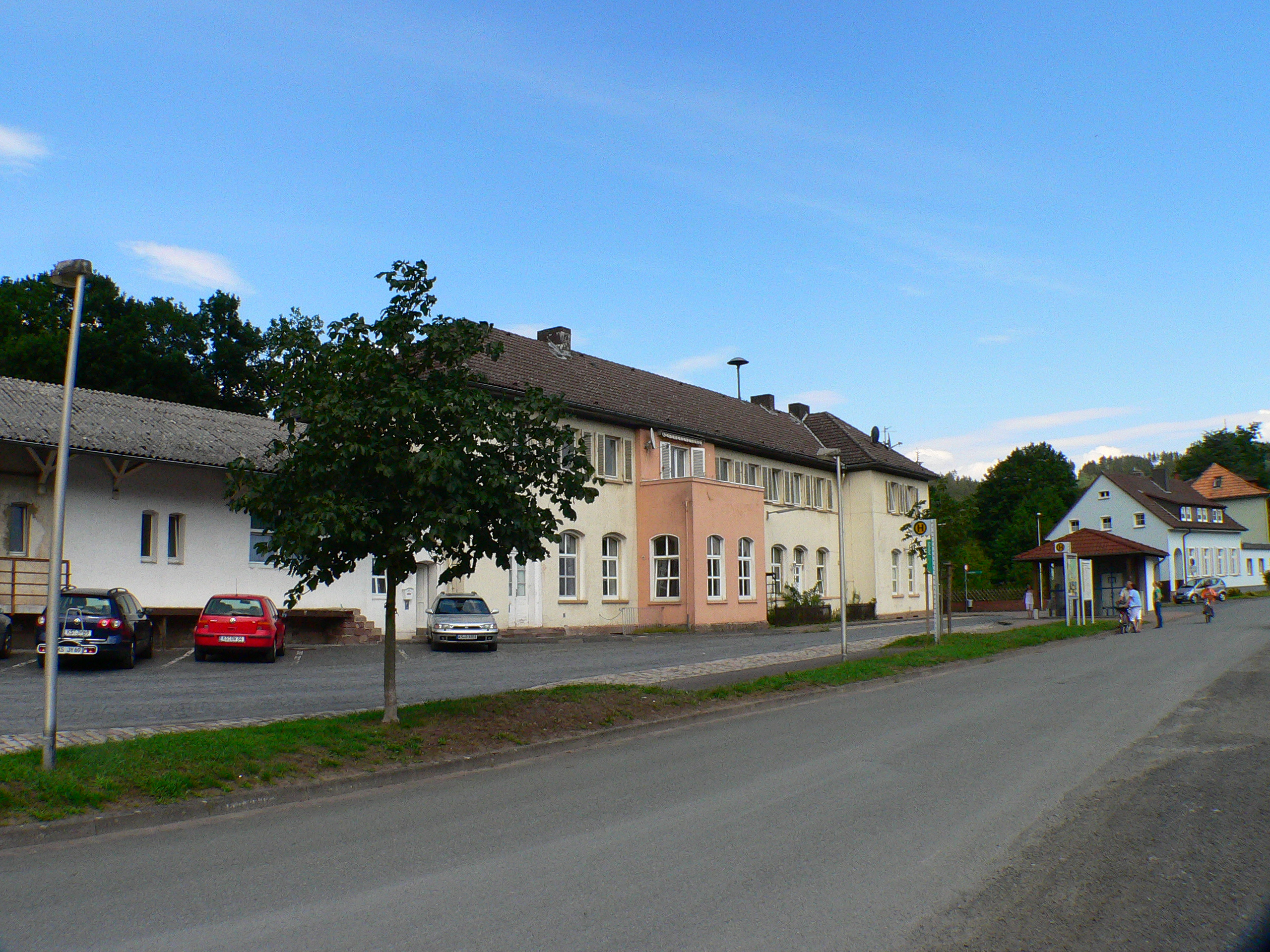
Bahnhof Bad Karlshafen r. U.

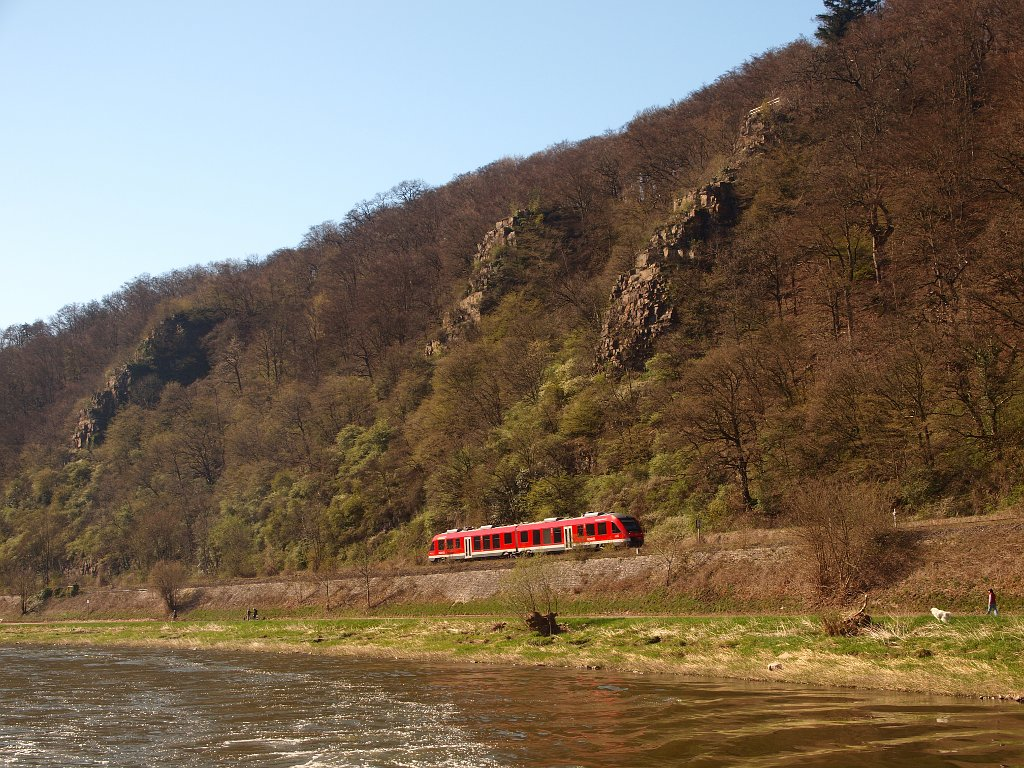
Sollingbahn unterhalb der Hannoverschen Klippen

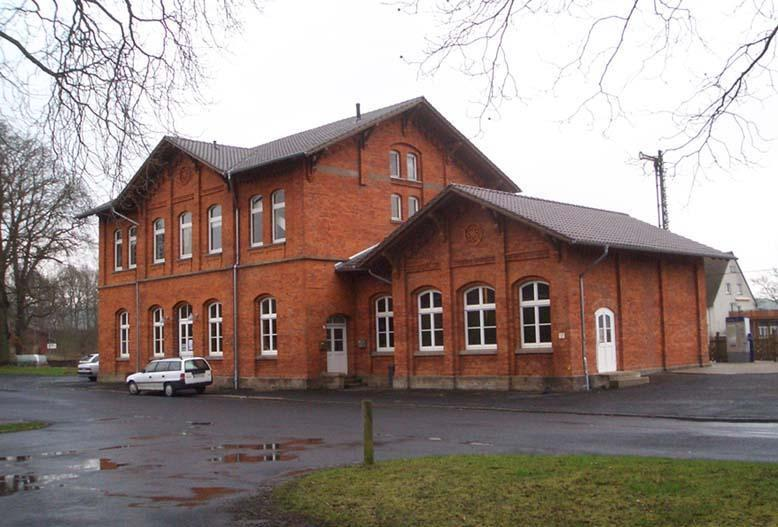
Der Bahnhof von Uslar ist heute Kulturzentrum.

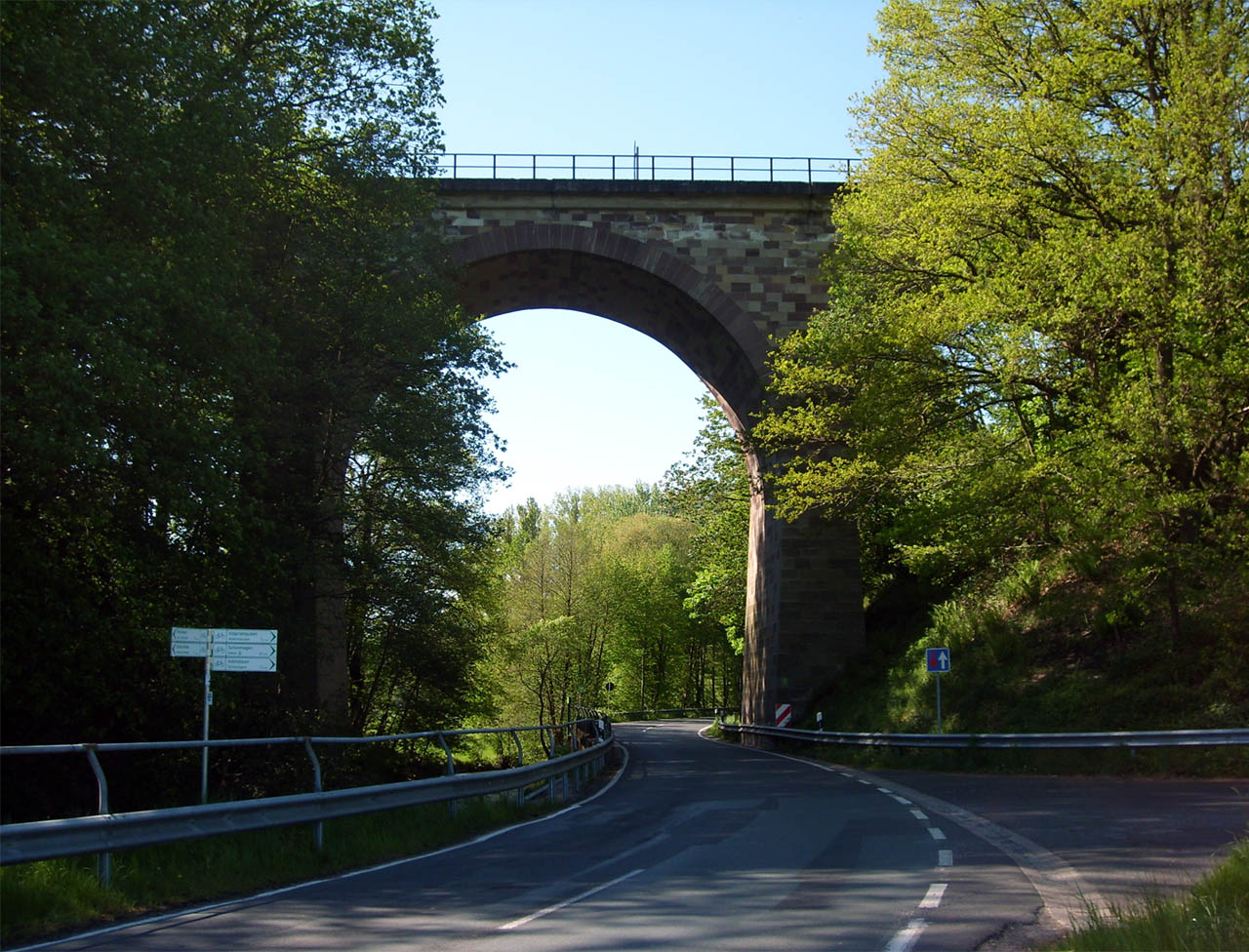
Steimkeviadukt südlich von Uslar

Die Strecke beginnt im nordrhein-westfälischen Kreis Höxter, genauer in Ottbergen bei Weiche 61 mit Anfangskilometer −0,394 und verläuft auf einem hohen Damm mit Brücke über die Nethe bis nach Amelunxen. Hiernach folgt ein tiefer Einschnitt bis hinter den Haltepunkt Beverungen-Wehrden, hinter dem die Weser auf einer 428 Meter langen Stahlbrücke überquert wird und womit das niedersächsische Gebiet des Landkreises Holzminden erreicht wird. Der Weser wird nun flussaufwärts gefolgt, wobei die Strecke hinter dem Haltepunkt Lauenförde-Beverungen bis hinter Würgassen wieder über das Gebiet des Kreises Höxter verläuft. Nach Würgassen führt sie malerisch zwischen Weser und den Hannoverschen Klippen zur nordrhein-westfälisch-hessischen Landesgrenze am östlichen Ortsrand von Bad Karlshafen, der nördlichsten Stadt Hessens, welche im Landkreis Kassel liegt (bis zur Verlegung der Landesgrenze führte die Bahn zwischen Würgassen und Bad Karlshafen sogar kurz erneut über niedersächsisches Gebiet, und zwar vom Landkreis Northeim). In Bad Karlshafen ist ein Haltepunkt. Kurz danach wird endgültig der Landkreis Northeim erreicht. Der Wahmbecker Tunnel schneidet eine Schleife der Weser ab.
Hinter Bodenfelde verlässt die Strecke das Wesertal und durchquert nachfolgend das Schwülmetal. Zwischen Bodenfelde und Vernawahlshausen verlaufen die Sollingbahn und die Bahnstrecke Göttingen–Bodenfelde parallel, dabei wird die Landesgrenze dreimal gequert (die Schwülme wird dabei zweimal in Hessen gequert, und zwar nach dem erstmaligen Passieren der Landesgrenze). Bis 1976 konnte man im hessischen Vernawahlshausen zwischen den Strecken umsteigen, seitdem halten nur noch die Göttinger Züge. Ab dort verläuft sie bis zum Streckenende über das Gebiet des Landkreises Northeim. Am Gut Steimke vor Uslar überquert sie auf einem hohen Viadukt den Bach Ahle. Bei Uslar-Allershausen bis hinter Uslar-Bollensen verläuft die Strecke wieder auf einem hohen Damm. Die Sollingbahn steigt über Uslar und Volpriehausen im Südhang des Rehbachtals bis zum Ertinghäuser (Bollert-)Tunnel als höchstem Punkt der Strecke (259 m ü. NHN) mit Steigungen von bis zu 11,4 ‰ an, und senkt sich dann über Hardegsen mit einem Gefälle von bis zu 12,7 ‰ in das Leinetal ab. Bei Hardegsen wird erneut ein tiefer Einschnitt passiert. Hinter Berwartshausen wird die Sollingbahn von der Bundesautobahn 7 Hannover–Kassel überquert. Vor Northeim verläuft sie auf einem Damm und überquert den Fluss Leine, die Schnellfahrstrecke Hannover–Würzburg sowie die Nord-Süd-Strecke (Hannöversche Südbahn). In Northeim endet sie bei Kilometer 63,951.

### Abzweige und Gleisanschlüsse

#### Gleisanschlüsse (Awanst)
- Lauenförde: Fa. Herlag (Holzmöbelfabrik); seit Umbau 2007 nicht mehr am Schienennetz.

Der Rückbau ist bedingt durch die zukünftige Zentralschaltung in Göttingen. Lauenförde besitzt seit 2007 nur noch ein Ausweichgleis, alle anderen Gleise wurden zurückgebaut.
- Würgassen: Kernkraftwerk Würgassen
- Bodenfelde: Fa. Degussa (Holzkohlenfabrik). Bereits seit 2003 vom Bahnhof abgebaut. Trasse 2007 zurückgebaut.

Die Strecke war auch für die frühere Uslarer Möbelindustrie, die Volpriehäuser Kali- und Braunkohle-Industrie, das Zementwerk und die Bezugs- und Absatzgenossenschaft in Hardegsen sowie die Kornhäuser in Uslar, Moringen und Northeim von Bedeutung, welche den Güterverkehr über diese Strecke abwickelten.

#### Ehemalige Abzweige
Bei Beverungen-Wehrden wurde die ehemalige Hauptstrecke Holzminden-Scherfede gekreuzt. Beide Strecken verliefen im Bahnhof Wehrden parallel, wo ein Umsteigen möglich war.
Auch gab es nach dem Zweiten Weltkrieg eine 1,1 km lange Verbindungsbahn zur vorgenannten Strecke, wodurch ein alternativer Weg zwischen Ottbergen und Holzminden über die Abzweigstelle Wildberg bei Amelunxen und die Abzweigstelle Steinberg geschaffen wurde. Bereits während des Krieges befürchtete das deutsche Militär, dass die drei Eisenbahnbrücken bei Höxter, Fürstenberg (Weser) und Wehrden Ziele von Angriffen werden könnten und im Herbst 1944 begann der Bau dieser Verbindungsbahn (da die Fürstenberger Brücke von allen dreien den bestmöglichen Verkehr über die Weser ermöglichte), welche jedoch nicht fertiggestellt werden konnte. Diese Brücken wurden von deutschen Truppen bei deren Rückzug am 7. April 1945 gesprengt. Am 1. September 1946 wurde aus den oben aufgeführten Gründen die Fürstenberger Brücke von britischen Pionieren wieder für den zweigleisigen Betrieb repariert und parallel dazu auch die Verbindungsbahn fertiggestellt. Da die Strecke im Wesentlichen eine große Kurve war, wurde sie „Engländerkurve“ genannt. Die Stilllegung erfolgte am 11. Dezember 1964, und es schloss sich der Abbau der Verbindungsbahn an. Die Weserbrücken bei Höxter und Wehrden wurden erst am 13. Dezember 1948 wieder instand gesetzt. Bei der Sollingbahn geschah dies jedoch nur eingleisig, sie wurde in der Folgezeit noch mehrmals repariert.
In Bad Karlshafen gab es einen zweiten Bahnhof auf der linken Weserseite. Dieser war Endpunkt der Carlsbahn aus Hümme und nicht mit der Sollingbahn verbunden. Die Station an der Sollingbahn trug deshalb den Namen „Karlshafen r.U.“ („r.U.“ für „rechtes Ufer“), während der Bahnhof der Carlsbahn „Karlshafen l.U.“ (für „linkes Ufer“) hieß.
In Uslar zweigte die Strecke nach Schönhagen (1921/1927–1989/1990) ab.

## Geschichte
Ihr Baubeginn durch die Preußischen Staatsbahnen war der 11. November 1873, die höchste Stelle im Ertinghäuser Tunnel wurde am 6. September 1876 durchstochen, und die offizielle Eröffnung fand am 15. Januar 1878 statt. 1886 wurde die Strecke zweigleisig ausgebaut. Diese Bahn war eine sehr wichtige Strecke im Schienennetz des deutschen Reiches, da sie eine Teilstrecke der Eisenbahnverbindung zwischen der Industrieregion Halle–Leipzig und dem Ruhrgebiet war. An Heiligabend 1894 kam es zu einem schweren Unfall, bei dem zwei Güterzüge im Wahmbecker Tunnel zusammenstießen. Einer der Lokführer und vermutlich mehrere weitere Bahnbedienstete starben.
Durch den Bau der Bahnstrecke und die durch sie entstandene Verbindung mit den östlichen und westlichen Industriezentren Deutschlands, fand in der bis dahin abgelegenen Region, dem „Armenhaus Hannovers“, noch in der Kaiserzeit ein beispielhafter wirtschaftlicher Aufschwung statt. Zusammen mit der westlich anschließenden Bahnstrecke Langeland–Ottbergen–Kreiensen und der sich östlich anschließenden Südharzstrecke stieg sie seit den 1930er-Jahren bis 1945 zu einer der am stärksten im Güterverkehr befahrenen Ost-West-Strecken auf. Im Zweiten Weltkrieg befuhren mehr als 100 Güterzüge täglich die Strecke.
Durch die deutsche Teilung ging die Bedeutung deutlich zurück, obwohl noch durchgehender Güterverkehr über Walkenried in die DDR möglich war. Der durchgehende Güterverkehr wurde 1989 eingestellt. Durchgehende Verbindungen mit Eilzügen (Oberhausen–Walkenried, Bielefeld–Odertal sowie Köln–Halle) bestanden bis in die 1980er-Jahre bzw. in den ersten Jahren nach der Wende.
Nach der Wiedervereinigung wurde der Ost-West-Verkehr auf die Strecken über Hannover und Kassel konzentriert, so dass diese Strecke seitdem nur noch regionale Bedeutung hat. Beginnend Anfang 1990 wurde die Strecke wieder auf ein Gleis rückgebaut. Zugkreuzungen sind seitdem nur noch in Lauenförde, Bodenfelde, Uslar und Hardegsen möglich.
In den Jahren nach der Jahrtausendwende war sie mehrmals von der völligen Stilllegung bedroht, obwohl 2002 der Güterverkehr kurzfristig wieder im kleinen Stil aufgenommen wurde. Mittlerweile ist die Bahnstrecke an ein elektronisches Stellwerk in Göttingen angeschlossen worden, um einen Betrieb mit geringem Personaleinsatz zu ermöglichen. Nach Aussagen der Landesnahverkehrsgesellschaft sind in Niedersachsen keine Abbestellungen des Nahverkehrs mehr zu erwarten.
In den 2010er-Jahren stand ein Ausbau der Sollingbahn als Alternative zur Kurve Kassel zur Diskussion als Schienengüterverkehrskorridor. Das Raumordnungsverfahren für das Ausbauprojekt startete 2018. Eine der Kasseler Kurve vergleichbare Kapazitätssteigerung wäre nach dieser Untersuchung nur mit einem durchgehenden Wiederaufbau des zweiten Gleises, einer durchgehenden Elektrifizierung und der Einrichtung von Überholgleisen in den Bahnhöfen Bad Karlshafen, Uslar und Hardegsen machbar gewesen und wurde mit Kosten von über einer Milliarde Euro deutlich höher als die Kasseler Kurve bewertet. Die Bahn bewertete die Variante über Solling- und Südharzbahn daher als „nicht genehmigungsfähig“.

### Gegenwärtiges Angebot

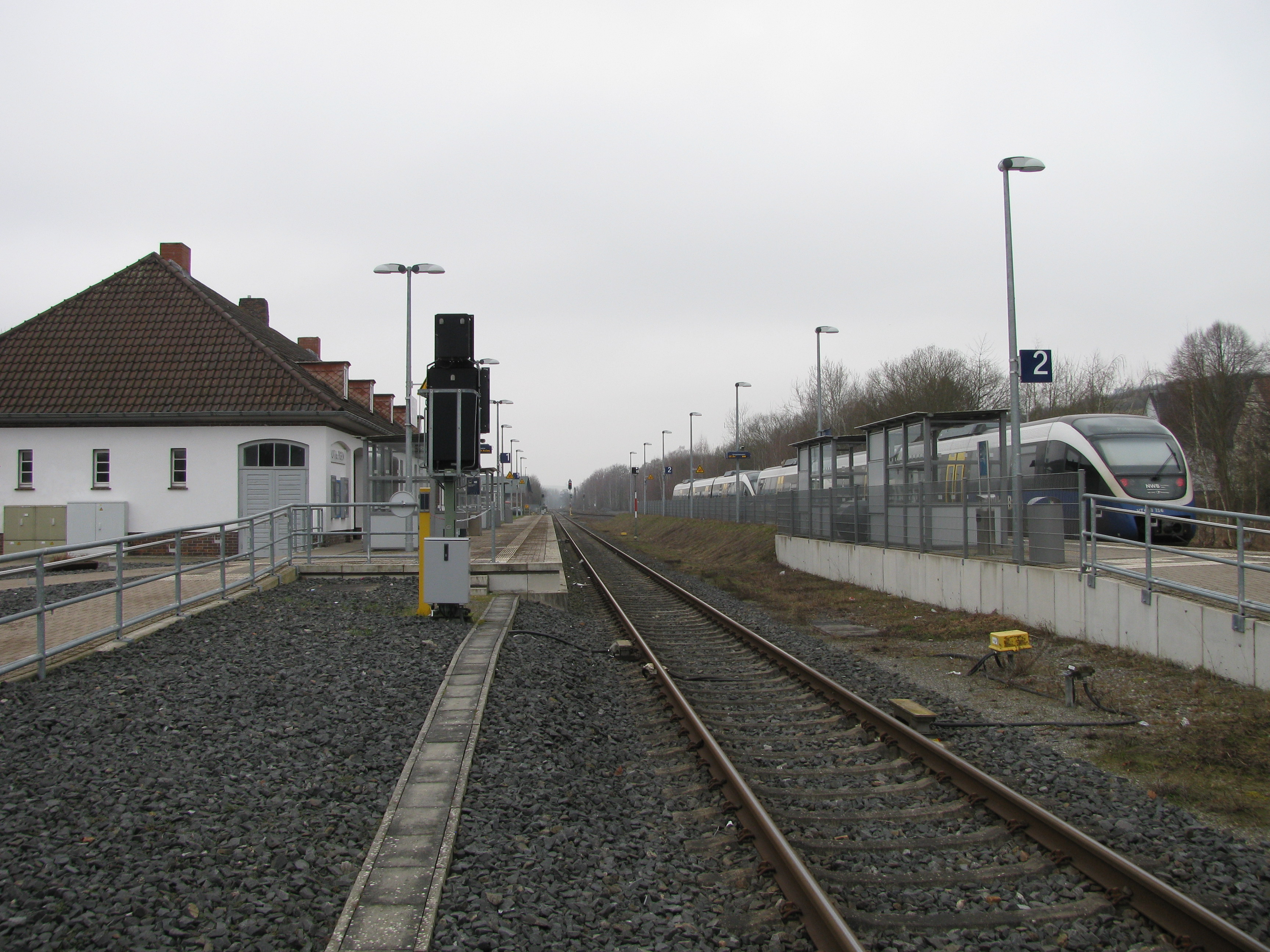
Zugteil aus Göttingen (hinten) im Bahnhof Höxter-Ottbergen, 2023

Seit dem 15. Dezember 2013 wird die Sollingbahn durch zwei verschiedene Bahngesellschaften bedient. Der Abschnitt Ottbergen–Bodenfelde wird werktags alle 60 Minuten (sonntags: Zwei-Stunden-Takt) durch die NordWestBahn bedient, welche ihre Züge ab Bodenfelde über die Bahnstrecke nach Göttingen durchbindet. Diese Verbindung wird auch Oberweserbahn genannt. Seit Dezember 2015 werden die Züge aus Göttingen und Northeim–Bad Karlshafen mit denen aus Kreiensen/Holzminden im Bahnhof Höxter-Ottbergen verbunden. Somit können Fahrgäste aus Richtung Göttingen umsteigefrei nach Paderborn fahren. Zur Umsetzung des Flügelzugkonzeptes musste der Bahnhof Höxter-Ottbergen entsprechend umgebaut werden, womit im September 2014 begonnen wurde. Vor der Betriebsaufnahme der NordWestBahn wurde die RB 85 Ottbergen–Göttingen durch die Deutsche Bahn zweistündlich bedient. In Bodenfelde musste aus Richtung Paderborn jeweils nach Northeim(–Nordhausen) umgestiegen werden.
Der Abschnitt Bodenfelde–Northeim wird von DB Regio mit Regionalbahnen im Zwei-Stunden-Takt befahren, hinzu kommen einzelne Züge im Schülerverkehr. Diese Verbindung wird in Northeim über die Südharzstrecke teilweise nach Nordhausen durchgebunden.
Für den gesamten öffentlichen Personennahverkehr zwischen Ottbergen und Bad Karlshafen gilt der Westfalentarif, ab Lauenförde-Beverungen kann der Verkehrsverbund Süd-Niedersachsen genutzt werden.

## Planungen
Der Zweckverband Nahverkehr Westfalen-Lippe (NWL) führte 2023 eine Potentialuntersuchung zur Neueinrichtung von Stationen in seinem Verbandsgebiet durch. Dabei wurden auch die möglichen neuen Station Beverungen-Amelunxen untersucht. Der Station wurde dabei ein mittleres bis geringes Potential zugemessen. Es werden Investitionskosten von rund 2 Millionen Euro und 150 Fahrgastwechsel pro Tag prognostiziert. Die neue Station wäre in den geplanten Zielfahrplan integrierbar.
Die Landesnahverkehrsgesellschaft Niedersachsen plant eine Teilelektrifizierung der Strecke zum Einsatz von Batterie-Oberleitungstriebzügen.

## Eingesetzte Triebfahrzeuge

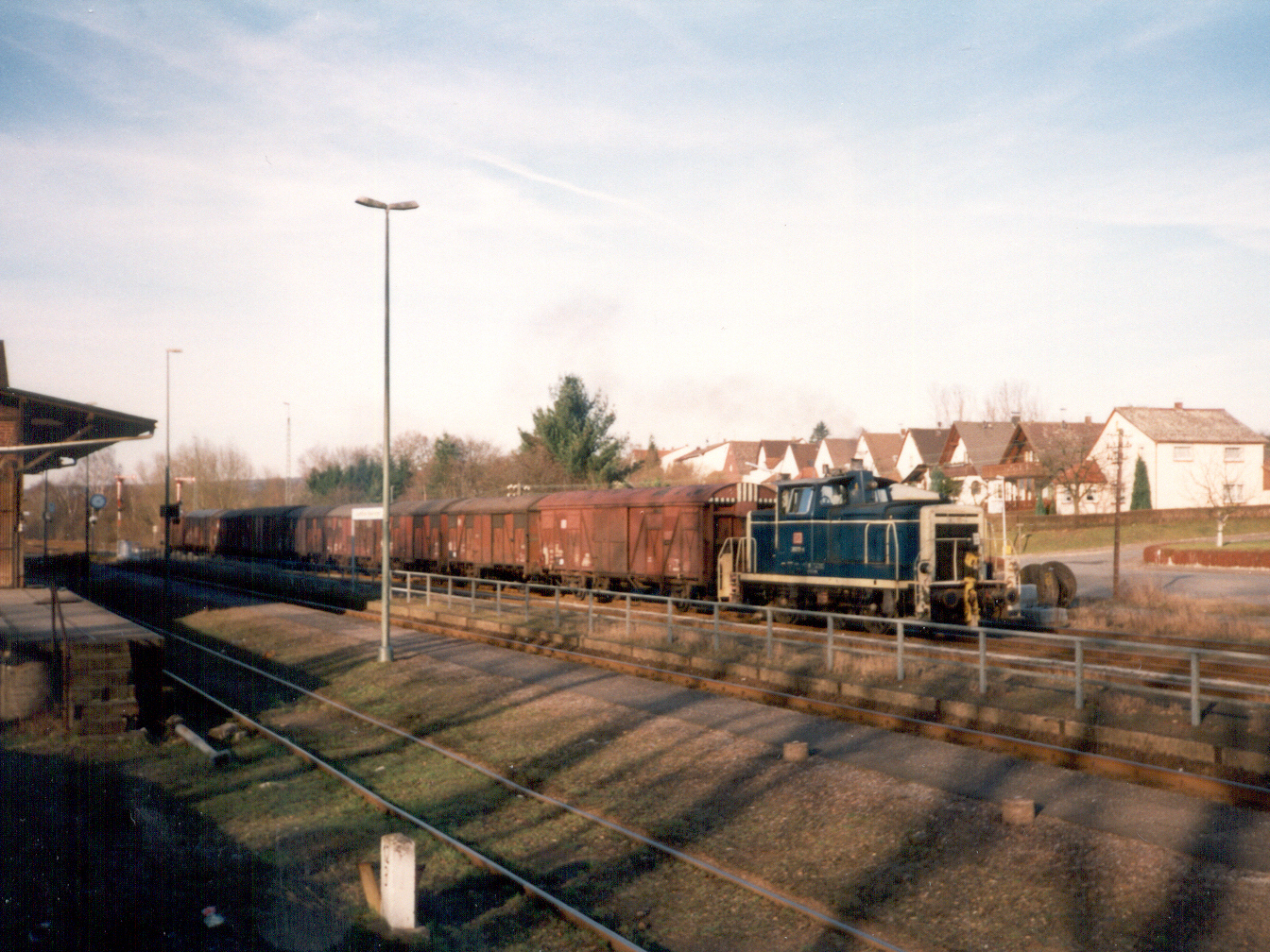
Güterzug Holzminden–Göttingen in Lauenförde-Beverungen, 28. Februar 1997

Bis zum 29. Mai 1976 war diese früher formsignal- und blockstellenreiche Strecke für Eisenbahninteressierte sehr interessant, da sie bis dahin als eine der letzten Strecken Westdeutschlands von Dampflokomotiven befahren wurde. Aufgrund der relativ steilen Sollingrampe kam für die langen Durchgangsgüterzüge (Dg) die Baureihe 44 des Betriebswerks (Bw) Ottbergen zum Einsatz (sie wurden 1976 in das Bw Gelsenkirchen abgezogen). Diese löste seinerzeit die schwächere Baureihe 58 ab. Es kam aber auch die Baureihe 50 zum Einsatz. Ab 1976 wurde die Baureihe (BR) 44 durch Diesellokomotiven der Baureihe 212 in Kombination mit der Baureihe 216 für den überregionalen Güterverkehr ersetzt. Für den Güternahverkehr wurden Kleinlokomotiven der Baureihen 323 und 332/334 (z. B. zwischen Uslar und Bodenfelde) verwendet.

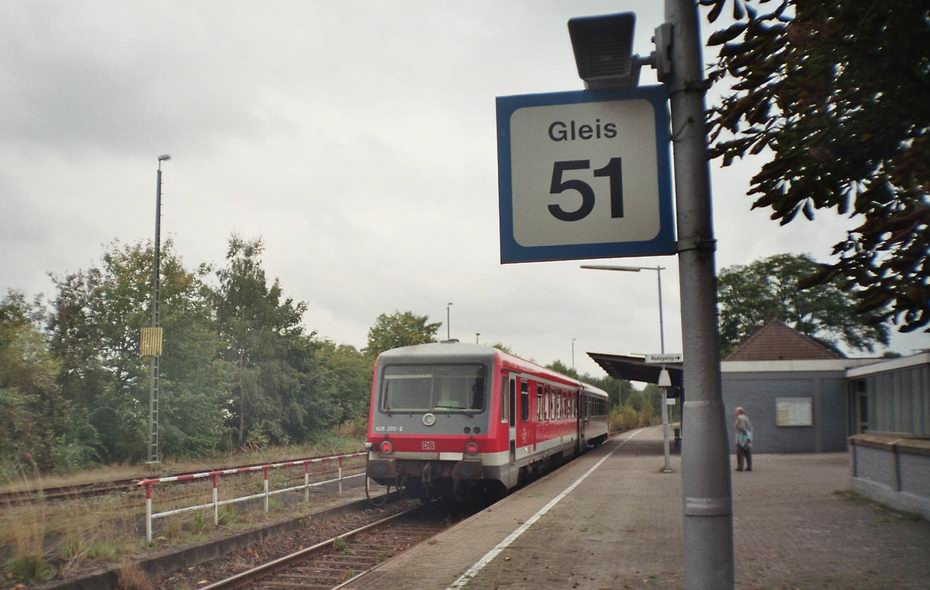
Triebwagen Baureihe 628 von Ottbergen nach Göttingen im Bahnhof Ottbergen

Für den Personenverkehr wurden schon wesentlich früher Diesellokomotiven und Akkumulatortriebwagen eingesetzt. Hierbei kamen zuerst die Baureihen VT 08, die Akkumulatortriebwagen der Baureihe 515 in Kombination mit Beiwagen der Baureihe 815 (regionaler Personenverkehr bis 1989, Bw Braunschweig) und die Baureihe 216 (überregionaler Personenverkehr, zum Beispiel Aachen–Walkenried) zum Einsatz. Mit dem Fall der Mauer wurde ab 1989/1990 auch die Baureihe 232 eingesetzt wie auch die DR-Baureihe 228 des Bw Nordhausen, welche bis zum Mai 1995 zum Einsatz kam (zum Beispiel für die Verbindung Halle–Köln). Der regionale Personenverkehr wurde auch von den Baureihen 614, 628 und 634 bedient.
Heute wird der Regionalverkehr auf dem Abschnitt Bodenfelde–Northeim mit Dieseltriebwagen der DB-Baureihe 640 (Alstom Coradia LINT) und DB-Baureihe 648 (Alstom Coradia LINT) durchgeführt. Auf dem Abschnitt Ottbergen–Bodenfelde setzt die NordWestBahn dreiteilige Dieseltriebwagen vom Typ Bombardier Talent ein.

## Sonstiges

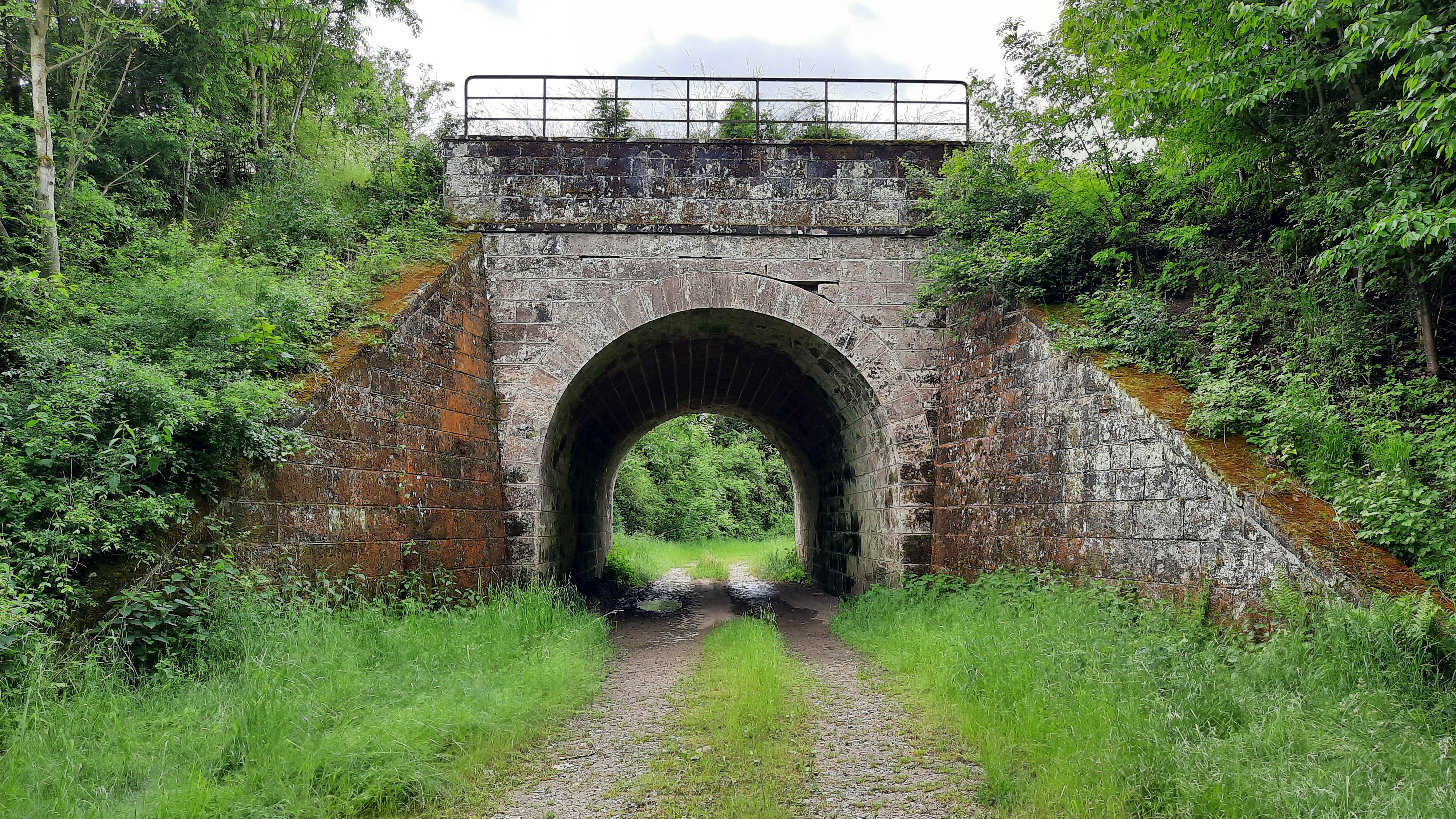
U.a. diese Bahnbrücke bei Moringen diente als Drehort für den Eisenbahnraub.

- Schüler setzten im Jahr 2003 im Theaterprojekt „Eisenfieber“ den Bau der Sollingbahn als Bühnenstück um.[9]
- Von der Nethetaler Brücke und von Gebäuden des Betriebswerks Ottbergen wie dem Wasserturm und dem Stellwerk Om gibt es von Kibri und Vollmer Bausatzmodelle im H0-Format.[10] Von den Bahnhöfen Ottbergen und Uslar gibt es ebenfalls in Selbstbau gefertigte detailgetreue Modelle. Auf der Modellbundesbahn in Brakel (ursprünglich in Bad Driburg) gibt es eine exakte Nachbildung des Bahnhofs Ottbergen.
- Seit dem 10. Dezember 2006 gibt es eine Versorgung mit GSM-R.
- An zwei Eisenbahnüberführungen bei Moringen über Feldwege nordwestlich sowie östlich von Vorwerk Holtensen wurden 1965 Szenen des Fernsehdreiteilers Die Gentlemen bitten zur Kasse gedreht, der vom größten Eisenbahnraub der Kriminalgeschichte handelt. Als ein Drehort diente auch das inzwischen abgerissene Bahnhofsgebäude von Moringen.
- An der Straßenüberführung Papiermühle zwischen Wahmbecker Tunnel und Bodenfelde wurde eine Szene für den Jerry-Cotton-Film Der Mörderclub von Brooklyn (1966) gedreht.[11]
- Die Sollingbahn wurde auch als Strecke für die PC-Zugsimulatoren Zusi und Loksim3D nachgebildet.